# Maha Zein
Pour les articles homonymes, voir Zein.
Maha Zein , née le 2 mai 1976, est une joueuse professionnelle de squash représentant l'Égypte. Elle atteint, en novembre 2000, la 19e place mondiale sur le circuit international, son meilleur classement.

## Biographie
Elle fait partie avec Salma Shabana et Mai Hegazi des premières joueuses égyptiennes participant à un évènement international de squash, le championnat du monde junior 1993. Avec l'obtention d'une troisième place, elle démontrèrent à leur fédération qu'elles pouvaient aussi rapporter des médailles à l'Égypte et ouvrirent la voie à des joueuses comme  Raneem El Weleily, première Égyptienne à atteindre une première place mondiale tous sports confondus et Nour El Sherbini, championne du monde à de multiples reprises,.

## Palmarès

### Finales
- Open de Malaisie : 2000